# Rony Seikaly
Ronald Fred "Rony" Seikaly (Beirut, Líbano; 10 de mayo de 1965) es un exjugador de baloncesto estadounidense, de origen libanés, que jugó durante 11 temporadas en la NBA y una en la Liga ACB. Con una altura de 2,11 metros, jugaba en la posición de pívot.
Fue internacional con la selección nacional del Líbano y con la de Estados Unidos, con la que se proclamó campeón del Mundial de baloncesto de 1986 celebrado en España.

## Trayectoria deportiva

### Universidad
Jugó durante cuatro temporadas con los Orange Men de la Universidad de Syracuse, en las que promedió 12,6 puntos y 8 rebotes por partido.

### Profesional

#### NBA
Fue elegido en la novena posición del Draft de la NBA de 1988 por Miami Heat, donde jugó 6 temporadas. En su segundo año fue nombrado Jugador con mayor progresión de la NBA, tras promediar 16,6 puntos y 10,4 rebotes por partido, 6 puntos y 3 rebotes más que el año anterior. En seis temporadas en los Heat, se convirtió en el jugador con más dobles-dobles de la franquicia con 221.
El 2 de noviembre de 1994, de cara a la temporada 1994-95 fue traspasado a Golden State Warriors a cambio de Billy Owens y los derechos sobre Predrag Danilović. Allí se perdió gran parte de su primera temporada a causa de las lesiones, pero en la segunda actuó a un buen nivel, promediando 15,4 puntos y 9,9 rebotes por partido.
Al año siguiente fue traspasado a Orlando Magic, junto con Clifford Rozier y una segunda futura ronda del draft a cambio de Felton Spencer, Jon Koncak y Donald Royal. 
Tras una temporada y media como pívot titular, es traspasado a New Jersey Nets junto con Brian Evans a cambio de Kevin Edwards, Yinka Dare, David Benoit y una ronda del draft. Las lesiones hicieron que su participación en el equipo fuera escasa en la temporada y media que jugó allí.

#### ACB
En 2000 ficha por el FC Barcelona. Sin embargo, una serie de disputas con la directiva de la sección propició su marcha del equipo barcelonista a media temporada, habiendo disputado únicamente tres encuentros de liga y cuatro de Euroliga, hecho que permitió que un jovencísimo Pau Gasol explotara, teniendo más minutos y siendo MVP de la liga y de la copa.

### Selección nacional
En 1986 formó parte de la selección de baloncesto de Estados Unidos que ganó la medalla de oro en los Campeonatos Mundiales de Baloncesto que se celebraron en España, y también en los Goodwill Games de ese mismo año.
Posteriormente, le solicitó a la FIBA que le concediera permiso para representar a la selección libanesa. La FIBA accedió a la petición, por lo que pudo representar al Líbano en el West Asian Championship de 1999, celebrado en Beirut y donde consiguieron la medalla de oro.

## Estadísticas de su carrera en la NBA

### Temporada regular
| Año     | Equipo       | PJ  | PT  | MPP  | %TC  | %3P  | %TL  | RPP  | APP | ROB | TPP | PPP  |
| ------- | ------------ | --- | --- | ---- | ---- | ---- | ---- | ---- | --- | --- | --- | ---- |
| 1988-89 | Miami        | 78  | 62  | 25.2 | .448 | .250 | .511 | 7.0  | .7  | 2.6 | 1.2 | 10.9 |
| 1989-90 | Miami        | 74  | 72  | 32.6 | .502 | .000 | .594 | 10.4 | 1.1 | 3.4 | 1.7 | 16.6 |
| 1990-91 | Miami        | 64  | 59  | 33.9 | .481 | .333 | .619 | 11.1 | 1.5 | 3.2 | 1.3 | 16.4 |
| 1991-92 | Miami        | 79  | 78  | 35.4 | .489 | .000 | .733 | 11.8 | 1.4 | 3.9 | 1.5 | 16.4 |
| 1992-93 | Miami        | 72  | 64  | 34.1 | .480 | .125 | .735 | 11.8 | 1.4 | 3.6 | 1.2 | 17.1 |
| 1993-94 | Miami        | 72  | 60  | 33.5 | .488 | .000 | .720 | 10.3 | 1.9 | 3.4 | 1.4 | 15.1 |
| 1994-95 | Golden State | 36  | 35  | 28.8 | .516 | -    | .694 | 7.4  | 1.3 | 2.1 | 1.0 | 12.1 |
| 1995-96 | Golden State | 64  | 60  | 28.3 | .502 | .667 | .723 | 7.8  | 1.1 | 2.6 | 1.1 | 12.1 |
| 1996-97 | Orlando      | 74  | 68  | 35.3 | .507 | .000 | .714 | 9.5  | 1.2 | 3.7 | 1.4 | 17.3 |
| 1997-98 | Orlando      | 47  | 47  | 31.6 | .441 | .000 | .754 | 7.6  | 1.5 | 2.8 | .8  | 15.0 |
| 1997-98 | New Jersey   | 9   | 2   | 16.9 | .317 | -    | .593 | 4.0  | .9  | 1.8 | .4  | 4.7  |
| 1998-99 | New Jersey   | 9   | 0   | 9.8  | .200 | -    | .389 | 2.3  | .2  | .6  | .7  | 1.7  |
| Total   | Total        | 678 | 607 | 31.6 | .484 | .188 | .679 | 9.5  | 1.3 | 3.2 | 1.3 | 14.7 |

### Playoffs
| Año   | Equipo     | PJ | PT | MPP  | %TC  | %3P | %TL  | RPP  | APP | ROB | TPP | PPP  |
| ----- | ---------- | -- | -- | ---- | ---- | --- | ---- | ---- | --- | --- | --- | ---- |
| 1992  | Miami      | 3  | 3  | 39.0 | .543 | -   | .750 | 10.0 | 1.3 | 3.7 | 1.7 | 20.7 |
| 1994  | Miami      | 5  | 3  | 33.0 | .438 | -   | .565 | 9.4  | 1.6 | 3.8 | 1.4 | 8.2  |
| 1997  | Orlando    | 3  | 3  | 28.7 | .318 | -   | .714 | 5.3  | .0  | 1.7 | 1.0 | 6.3  |
| 1998  | New Jersey | 3  | 0  | 12.3 | .778 | -   | .667 | 3.0  | .0  | 1.0 | .0  | 6.0  |
| Total | Total      | 14 | 9  | 28.9 | .480 | -   | .676 | 7.3  | .9  | 2.7 | 1.1 | 10.0 |

## Carrera como productor musical
Desde 2010 es DJ y productor de música House.